# Emily Davison
Emily Wilding Davison (Londres, 11 de outubro de 1872 – Epsom, 8 de junho de 1913) foi uma militante do movimento pelo voto feminino na Grã-Bretanha que, em 4 de junho de 1913, após uma série de ações que foram tanto destrutivas quanto violentas, se jogou em frente ao cavalo do rei Jorge V no Derby Epson Downs, resultando em ferimentos que causaram a sua morte cerebral, formalmente declarada quatro dias depois, mediante insistência da família para um veredito de acidente.

## Biografia
Emily Wilding Davison era filha de Charles Davison e Margaret Davison, tinha duas irmãs e um irmão, e muitos meio-irmãos, incluindo um meio-irmão, o capitão naval retirado Jocely Henry Davison, que prestou declaração na investigação.
Teve um bom desempenho na escola e uma educação universitária, estudou pela primeira vez no colégio Royal Holloway de Londres, mas infelizmente, não pode continuar seus estudos já que sua mãe recém-viúva e sem trabalho não podia pagar as taxas.
Apesar da miséria e com esforço se preparou para trabalhar como professora em Edgbaston e Worthing, o que lhe permitiu levantar dinheiro suficiente para estudar "Inglês: Língua e Literatura" no colégio St. Hugh's pertencente a Universidade de Oxford e obteve honras de primeira classe em seus exames finais, apesar de que naqueles tempos não era permitido às mulheres o ingresso na graduação em Oxford. Não perdeu forças e obteve um posto de ensino para os filhos de uma família em Berkshire, posteriormente se afiliou à Women's Social and Political Union (WSPU) em 1906, comprometendo-se e envolvendo-se mais em defender o direito das mulheres. Dois anos depois, em 1908, abandonou o seu emprego como professora para se dedicar a tempo inteiro à causa do sufrágio feminino.

### Ativismo
Emily Davison ganhou a reputação de ser uma militante radical, uma vez que realizava ações sem a aprovação da WSPU. Produto de seus atos contra a opressão e a violação dos direitos da mulher, somado à impotência vivida, foi detida e encarcerada por vários delitos, entre eles um ataque contra um homem que confundiu com o Ministro da Fazenda, David Lloyd George.
As petições a favor dos direitos das mulheres e em sua própria defesa eram nulas, pelo que Emily se declarou em greve de fome na prisão Strangeways e teve que ser alimentada à força. Na prisão de Holloway, como sinal de protesto pelas injustiças, se atirou por uma escada de ferro sofrendo danos graves na coluna vertebral.

### Morte

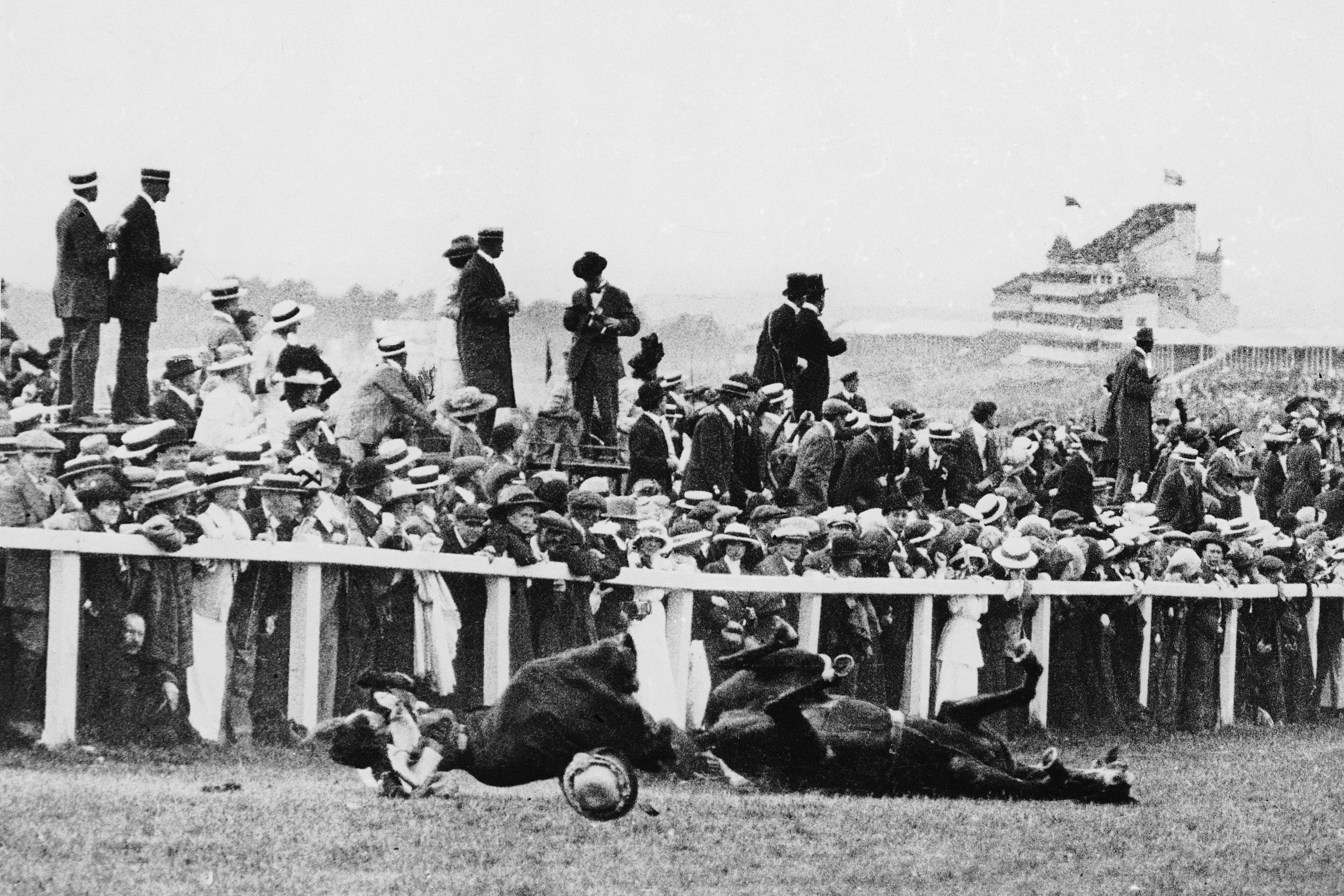
Emily Davison depois de ter sido atingida pelo cavalo do rei em 1913.

O propósito de Davison para assistir o Derby de 4 de junho de 1913 é claro: que se permitisse às mulheres votar. Mas em relação ao evento dramático, a maioria opina que ela estava tentando pôr um cartaz sufragista em um cavalo, mas calculou mal e foi brutalmente golpeada.
Embora o filme gravado nesse dia mostre que ela ia para a frente do cavalo, ele tinha que deter-se, mas não se deteve e a atirou ao chão, deixando-a inconsciente. Muito se comentou sobre o tema, já que nesse mesmo dia ela havia comprado um bilhete de trem de volta e também uma entrada para um baile sufragista que nesse mesmo dia seria celebrado mais tarde, o que indica que não tinha a intenção de sacrificar-se.
Emily morreu quatro dias mais tarde no hospital "Casa Epsom" devido a uma fratura no crânio e lesões internas causadas pelo incidente. O ginete que montava o cavalo, cujo nome era Herbert Jones, sofreu uma comoção cerebral leve no acidente.

## Legado

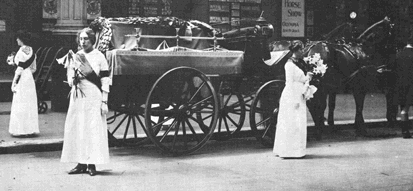
Funeral de Emily Davison.

Em 1928, no funeral de Emmeline Pankhurst - uma das fundadoras do movimento sufragista britânico, Herbert colocou uma oferenda floral "para honrar a memória da senhora Pankhurst e da senhorita Emily Davison".
Em 1951, Jones foi encontrado em sua cozinha sem vida por seu filho, aparentemente asfixiado por um vazamento de gás. Já o cavalo Anmer regressou à competição.
Davison foi enterrada no pátio da igreja de Santa Maria, Morpeth num jazigo da família. O cemitério está perto de Longhorsley, onde havia vivido sua mãe. O funeral atraiu uma grande multidão. Sua lápide leva o lema USPM: "Atos, não palavras". No velório se celebrou em Londres em 14 de junho de 1913 e seu caixão foi levado de trem a Morpeth para o enterro em 15 de junho.
Ironicamente, o ato que finalmente lhe causou a morte pode ter piorado a posição das mulheres na Grã-Bretanha. Embora tenha produzido um movimento no Parlamento no que diz respeito aos direitos da mulher, alguns historiadores sustentam que o ato de Emily no Derby provocou que estivessem mais contra ao direito de voto para as mulheres. Argumentava-se que se uma mulher muito educada, como Emily, estava disposta a fazer o que fez, o que se poderia esperar das mulheres menos educadas. Pelo que, segundo a lógica utilizada naquele momento, deduziram que proporcionar o voto às mulheres provocaria um caos na sociedade britânica.

## Na cultura popular
Foi interpretada pela atriz Natalie Press no filme As Sufragistas de 2015, que retrata a luta das mulheres pelo direito ao voto em Londres.